# 改造町人シュビビンマン3 -異界のプリンセス-
『改造町人シュビビンマン3 -異界のプリンセス-』（かいぞうちょうじんシュビビンマン3 いかいのプリンセス、英題：Cyber Citizen Shockman 3: The Princess from Another World）は、日本コンピュータシステムおよびウインズが開発しメサイヤが1992年に発売したPCエンジンCD-ROM²用横スクロールアクションゲーム。
本作は日本国のみの発売であったが、2024年の移植版で日本国外での発売が実現した。
異界からワープしてきたクレハ姫一行から攻撃を受けたシュビビンマンが騒動に巻き込まれるという内容。媒体がCD-ROMとなったことでビジュアルシーンが多数収録され、声優が多数出演している。前作『改造町人シュビビンマン2 -新たなる敵-』は高難易度だったが、本作は難易度が大幅に下げられた。

## ゲームシステム
前作『改造町人シュビビンマン2 -新たなる敵-』はアクションステージとシューティングステージを交互に進める形式だったが、本作は1作目『改造町人シュビビンマン』と同様にアクションステージのみとなった。
ゲーム開始時に太助とキャピ子のどちらかを選択し、選んだキャラクターによって異なるストーリーが展開する。2人同時プレイ時には両者のストーリーが並行して展開する。
基本的なアクションは、1作目と同様にジャンプと剣の攻撃および溜め撃ち「シュビビーム」を行う。協力シュビビームは前作から引き継ぎ、加えてシュビビームの軌道をある程度操作できる誘導シュビビームが追加された。アクションとしては壁蹴りによる三角飛びも習得している。

## ストーリー
異世界の魔法の一族ガヤンの民は世界を制するため魔界への道を開くガヤンの神「ガッシュ」の力により魔界の魔族の力を利用しようと企む/が逆に魔族の侵攻を受けてしまう。「ガッシュ」を封じ魔界へと続く魔界道とその扉を閉ざすことは出来たがガヤンの民は衰退してしまった。200年後、ガヤンの民の末裔であるクレハ姫は一族を復興させるため、部下のチョピンとバッチを引き連れ魔空艇で力を求め亜空を彷徨っていたが、操作を誤り時空を超え地球に転移し攻撃までをも行ってしまう。
そのころ、地球では町内会の福引で南の島旅行に当選したキャピ子が太助と共に南の島でバカンスを楽しんでいたが、クレハ姫の魔空艇の襲撃を受け、シュビビンマンに変身して応戦する。逃げる魔空艇の背に乗り移るとそこから魔法空母に乗り込むことに成功する。襲撃してきた拳法家のバッチを撃退したが敵の姿は既に無く脱出艇で魔法空母から脱出するが、そこは既に異界であり墜落したその先は魔法列車、そしてその終着点はガヤン神殿であった。
侵攻してきたシュビビンマンの力にクレハ姫たちの力ではかなわず、チョピンは「ガッシュ」の力の封印を解いてしまい、魔界への扉が再び開くとシュビビンマンは魔界へと吸い込まれてしまった。200年前の悲劇の再現を恐れたクレハ姫は魔界への扉を一時的に閉じる事には成功したが、魔界へと続く魔界道は開いたままであった。
魔界では200年ぶりの「あちらの世界」からの来客に、魔界道が再びあちらの世界につながったのだと沸き返る。あちらの世界を滅ぼす魔界ミサイル発射の準備を進める魔族、その計画を知ったシュビビンマンは魔界ミサイル建設場へと乗り込んだ。建設場では魔界ミサイルと一体化した魔界神が待ち受けていたが、撃退に成功し魔界は滅びシュビビンマンは元の地球の南の島へと転移していた。そこに魔界神をも倒すシュビビンマンの力を求めクレハ姫たちが迫ってきた。

## 登場人物
太助
声 - 山寺宏一
魚屋の青年。プレイヤーの1人。
キャピ子
声 - 冨永み～な
高校生。プレイヤーの1人。前作の必殺技が無くなったため、太助とのゲーム上の性能の違いは協力シュビビームのみとなった。
クレハ姫
声 - 島津冴子
魔族の侵攻により衰退したガヤン族の末裔。一族の復興を願い魔空挺で旅を続け、事故によりシュビビンマンと敵対してしまったが悪人というわけではない。
チョピン
声 - 千葉繁
クレハ姫の部下の1人。メカに長けているが力は弱く「ガッシュ」が何かもわからぬまま封印を解いてしまった。
名前の由来はショパンである事が開発者により明言されている。
バッチ
声 - 玄田哲章
クレハ姫の部下の1人のサイボーグ。
名前の由来はバッハである事が開発者により明言されている。
魔界神
声 - 大塚明夫
最終ボス。3万年に渡り生きている魔族の神で人間世界への侵攻を考えている。ガヤン族であるクレハ姫一行にとって最大の敵であるがシュビビンマンにより討伐される。

## 移植版
| No. | タイトル                                                   | 発売日           | 対応機種                                              | 開発元                    | 発売元          | メディア                                | 備考                 | 出典              |
| --- | ---------------------------------------------------------- | ---------------- | ----------------------------------------------------- | ------------------------- | --------------- | --------------------------------------- | -------------------- | ----------------- |
| 1   | 改造町人シュビビンマン3 -異界のプリンセス-                 | 2011年4月20日    | PlayStation 3 PlayStation Portable                    | NCS ウインズ              | エクストリーム  | ダウンロード （PCエンジンアーカイブス） |                      | [ 4 ] [ 5 ] [ 6 ] |
| 2   | 改造町人シュビビンマン3 -異界のプリンセス-                 | 2012年           | PlayStation Vita                                      | NCS ウインズ              | エクストリーム  | ダウンロード （PCエンジンアーカイブス） |                      |                   |
| 3   | 改造町人シュビビンマン3 -異界のプリンセス-                 | 2016年2月16日    | Windows                                               | NCS ウインズ              | エクストリーム  | ダウンロード （プロジェクトEGG）        |                      | [ 7 ]             |
| 4   | 改造町人シュビビンマン3 -異界のプリンセス-                 | 2016年9月28日    | Wii U                                                 | NCS ウインズ              | エクストリーム  | ダウンロード （バーチャルコンソール）   | 2022年3月2日配信終了 | [ 8 ] [ 9 ]       |
| 5   | 改造町人シュビビンマン3 -異界のプリンセス-                 | INT 2024年5月3日 | Nintendo Switch                                       | Ratalaika Games Shinyuden | Shinyuden       | ダウンロード                            |                      | [ 10 ]            |
| 6   | Cyber Citizen Shockman 3 : The princess from another world | INT 2024年5月3日 | PlayStation 4 PlayStation 5 Xbox One Xbox Series X\|S | Ratalaika Games Shinyuden | Ratalaika Games | ダウンロード                            |                      | [ 10 ]            |

- Ratalaika Games版

『改造町人シュビビンマン3』名義のSwitch版含め、正式な英語ローカライズ版として新規作成された『Cyber Citizen Shockman3』とオリジナルの『改造町人シュビビンマン3』の双方収録。どこでもセーブ、巻き戻し機能等豊富な機能と画像ギャラリーが収録されている。

## 制作

### スタッフィング
本作の音楽は前作に引き続き、葉山宏治 が担当した。
グラフィッカーのひとりである有賀等によると、グラフィックチームはウインズからの出向者とメサイヤのベテラン一人で構成されているという。ウインズ側メンバーのうち、斉藤智晴（LA齋藤）以外の5人（有賀含む）は新人である。また、有賀以外の新人4人はのちに『超兄貴』の開発に参加した。

### 開発
媒体が（今までのHu-CARDから）CD-ROMに変わった事で多くの表現が可能となったため、キャラクターの細かな動きの表現や敵キャラクターの複雑な攻撃方法など、どこまで表現出来るのか挑戦した結果、キャラクターデザインも変わり今までのシュビビンマンとのつながりがほとんど無くなってしまった。グラフィッカーのひとりである有賀等がのちに自身のブログで語ったところによると、本作ではスムーズなゲーム進行を優先するため一度のデータ量の読み込みを制限した結果、ビジュアルシーンで使える色数に制限が出たという。ビジュアルシーンにおいては、キャラクターをスプライト表示させつつも、背景をBGでスクロールさせる手法が取られた。
キャラクターデザインとビジュアルシーンをメサイヤ側で制作したのち、アニメーション制作会社AICが原画を作成し、そこからメサイヤ側でゲームに落とし込む方法が取られた。
前作同様に雑誌「マル勝PCエンジン」にて敵キャラクタ―デザイン、サブタイトル、トラップ、そしてイラストの4種のアイデア募集が行われた。敵キャラクタ―は応募作品から大賞1体、準賞1体の計2体のデザインが採用されゲームに敵キャラクタ―として登場し、サブタイトルは募集当時ゲーム内容、新キャラクターも未発表の状態でありながら「異界のプリンセス」が採用された他、後にメサイヤのマスコットキャラクターとなる「うみにん」も当公募からアイテムとして採用されている。

## スタッフ
- エグゼクティブ・プロデューサー：白倉安昌
- プロデューサー：土田俊郎
- アシスタント・プロデューサー：米坂典彦
- プログラム：濱田信次、川上直哉、島尻雅人
- 原動画：AIC[11]
- グラフィック：鈴木政幸、斉藤智晴（ウインズ）、有賀等（ウインズ）[11]、延東史朗（ウインズ）、市丸雅彦（ウインズ）、永井一成（ウインズ）
- 音楽、効果音：葉山宏治 (CUBE)
- テストプレイ：青木秀勝、有賀しのぶ、栗原敏彦、松本文彦
- 超サンクス：樋口幸弘

## 評価
- ゲーム誌『ファミコン通信』の「クロスレビュー」では、6・6・5・4の合計21点（満40点）[16]、『月刊PCエンジン』では85・75・85・75・75の平均79点（満100点）、『マル勝PCエンジン』では5・7・8・7の合計27点（満40点）、『PC Engine FAN』の読者投票による「ゲーム通信簿」での評価は以下の通り、23.83点（満30点）となっている[17]。また、この得点はPCエンジン全ソフトの中で49位（485本中、1993年時点）となっている[17]。

| 項目 | キャラクタ | 音楽 | 操作性 | 熱中度 | お買得度 | オリジナリティ | 総合  |
| 得点 | 4.46       | 4.14 | 3.93   | 3.81   | 3.85     | 3.64           | 23.83 |

- ゲーム本『懐かしゲーム機大百科 PCエンジン完全ガイド 1987-1999』において、選択したキャラクターによってストーリーが異なる点や、グラフィックが向上している事、ビジュアルシーンが豊富である事などに関して同書では好意的に評価されているが、難易度が大幅に下げられた事でシリーズのファンからは「やり込み甲斐がない」として不評であった事が記されている[1]。